# ピーテル・プルビュス
ピーテル・プルビュス（Pieter Jansz. Pourbus、姓は Poerbus または Poerbusseとも、1523年ころ - 1584年1月30日）は、フランドルの画家である。宗教画や肖像画で知られる。測量士、地図製作者でもあった。

## 略歴
ゴーダで生まれた。画家としての訓練をどこで受けたかは知られていないが、1540年ころにはブルッヘで働くようになり、ブルッヘの有力な画家ランスロット・ブロンデル(Lanceloot Blondeel: 1496-1561)の弟子になったとされる。1543年にブルッヘの画家組合のメンバーになり、同じころの師匠ブロンデルの娘と結婚した。
ブロンデルとプルビュスはマニエリスムのスタイルの画家で、宗教画や肖像画を描いた。代表作にはグルーニング美術館に収蔵されている『最後の審判』(1551年)などがある。地図製作者および測量士としても働きブリュージュおよび周辺の地図も制作した。
息子のフランス・プルビュス(Frans Pourbus de Oudere:1545-1581)、孫のフランス・プルビュス(Frans Pourbus de Jongere:1569-1622)を教え、2人は優れた肖像画家になった。

## 作品

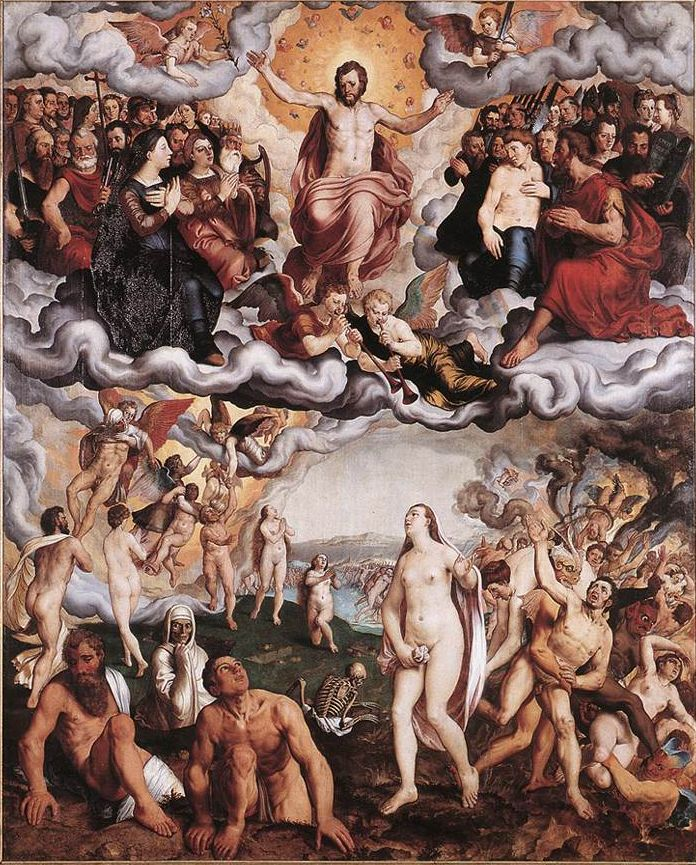
『最後の審判』(1551年)
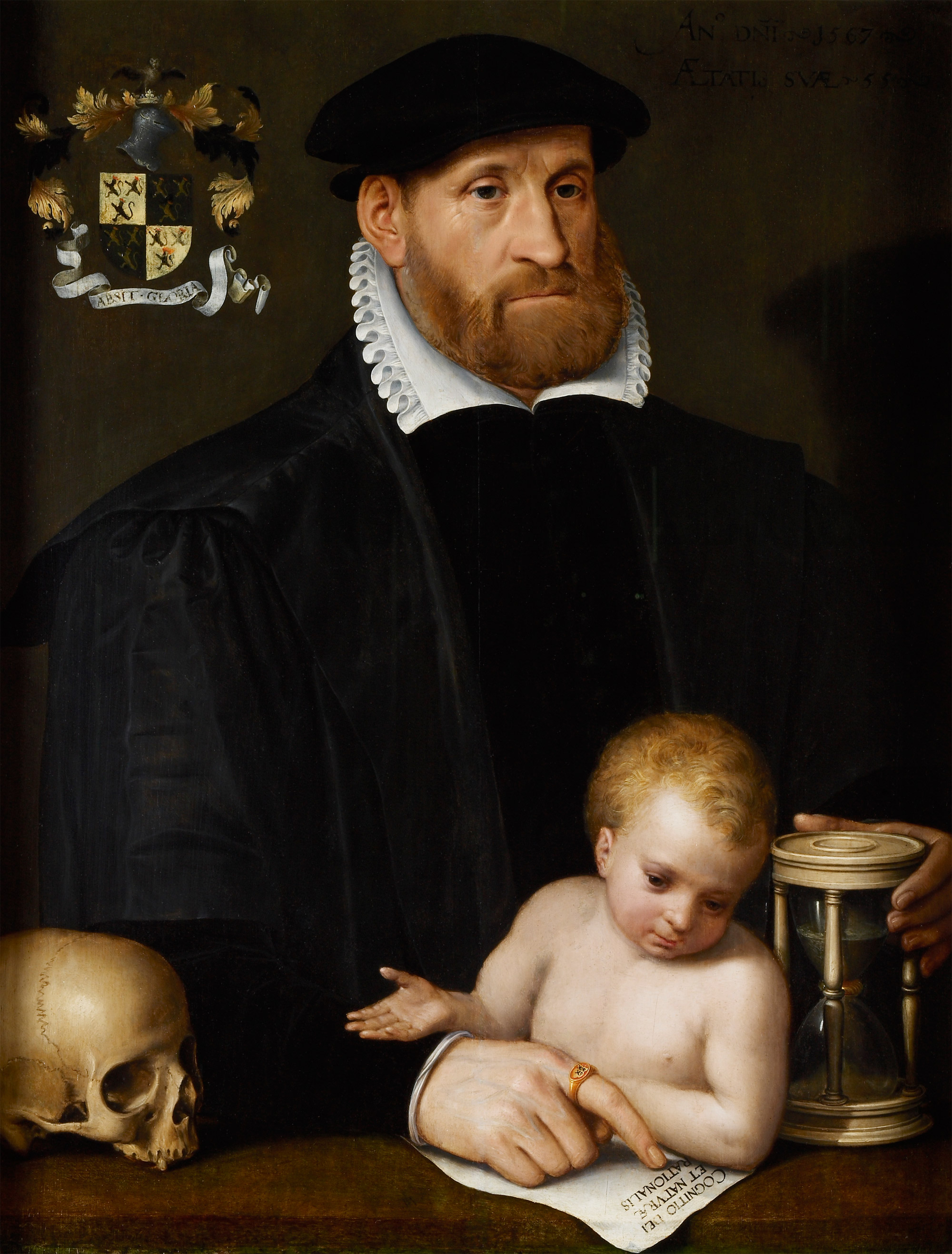
Francois Van der Straetenの肖像
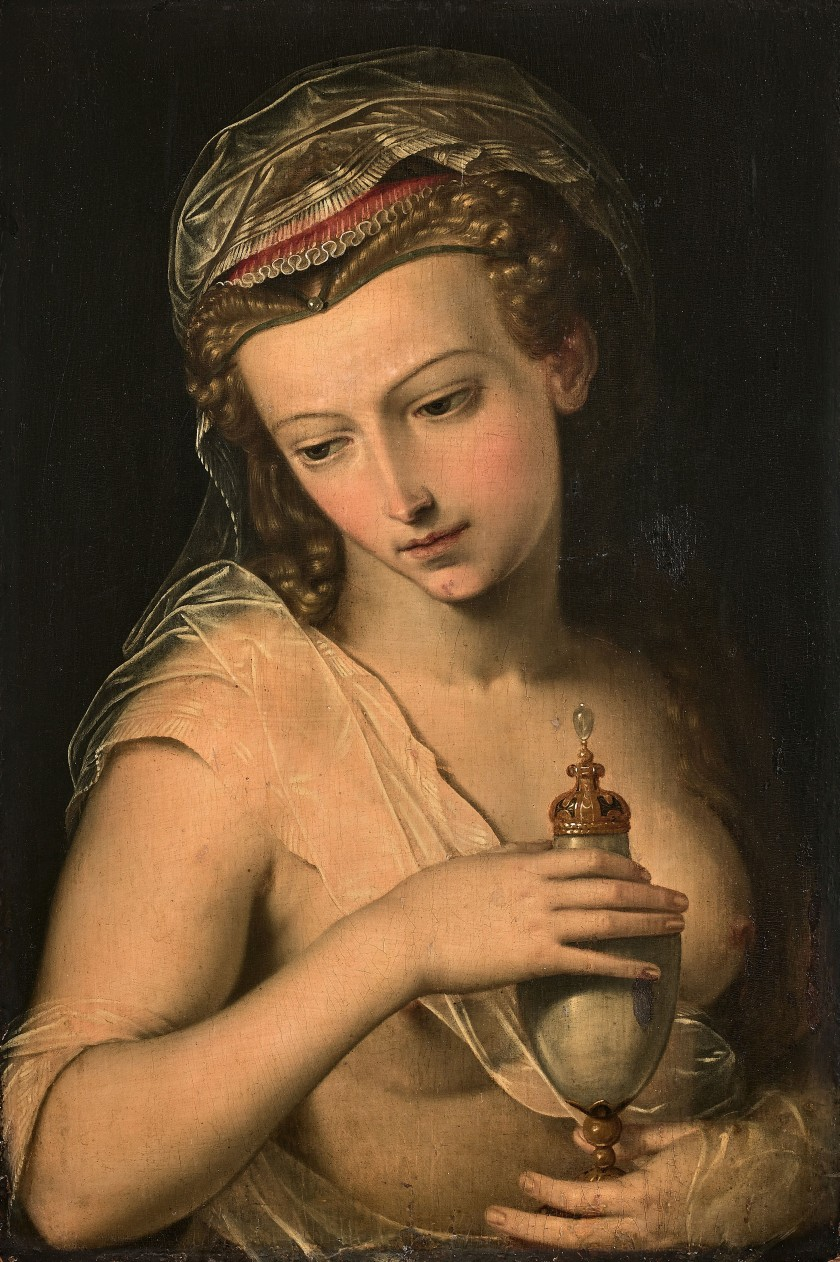
Magdalena
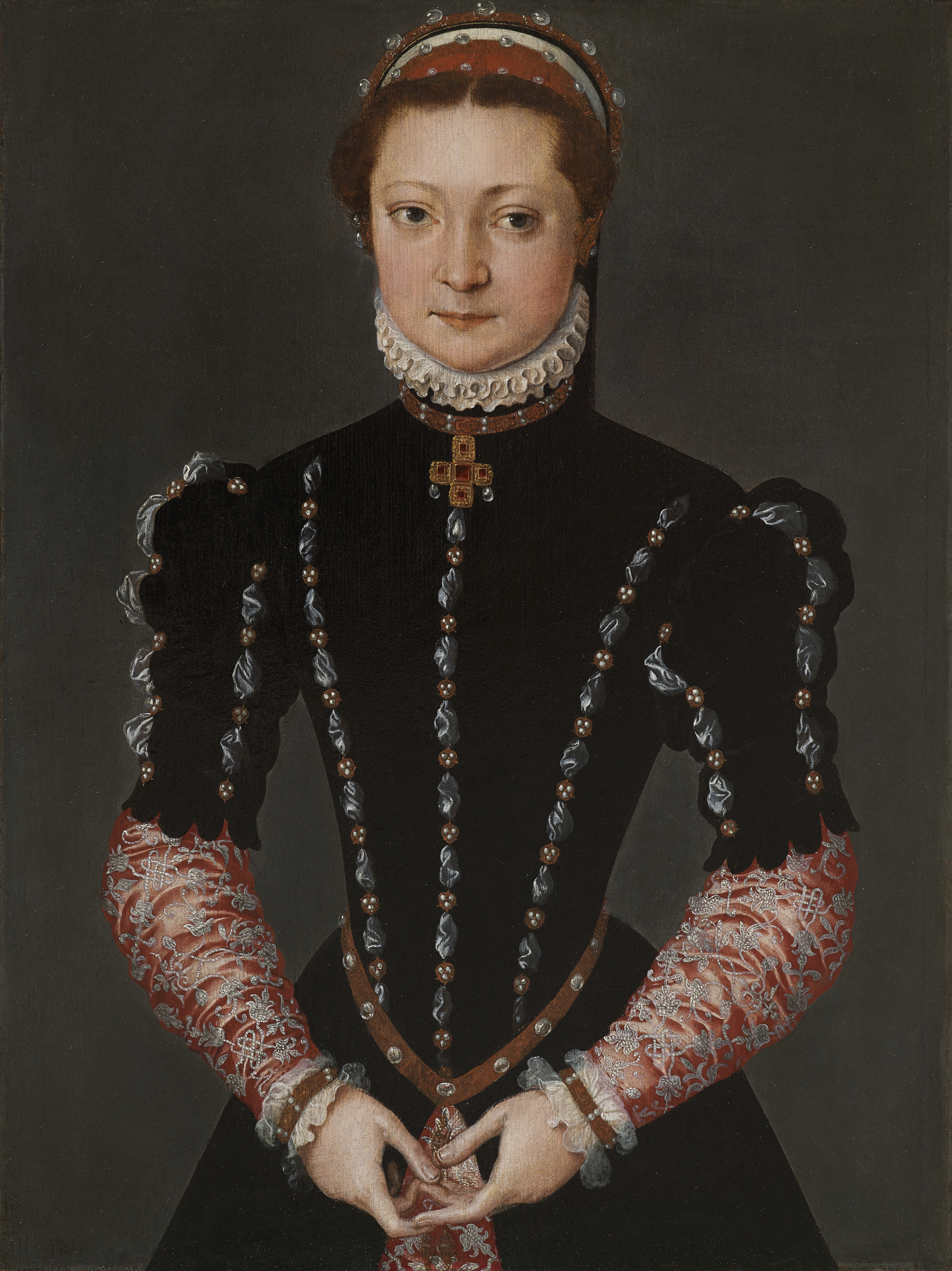
貴婦人の肖像画

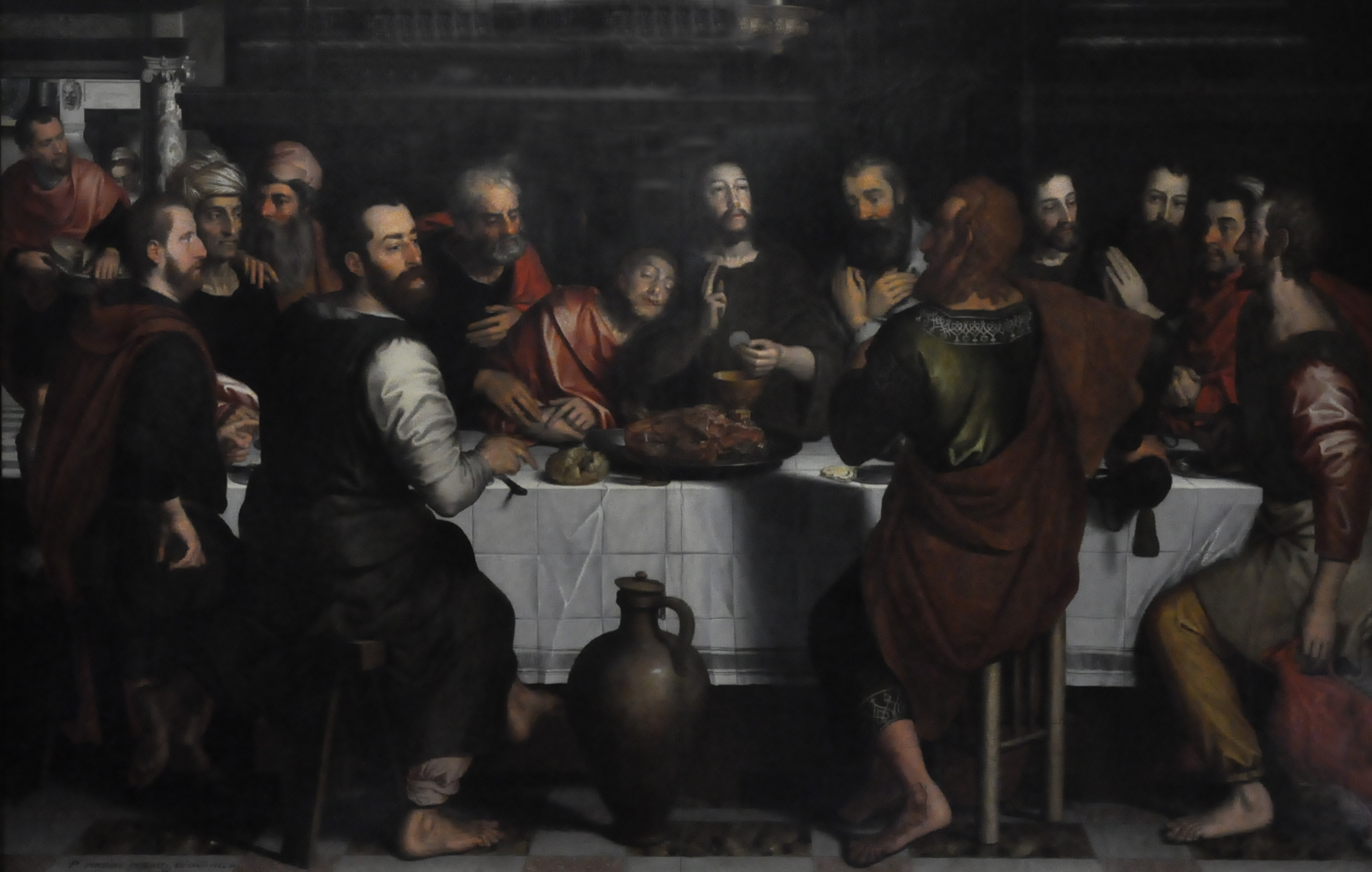
最後の晩餐
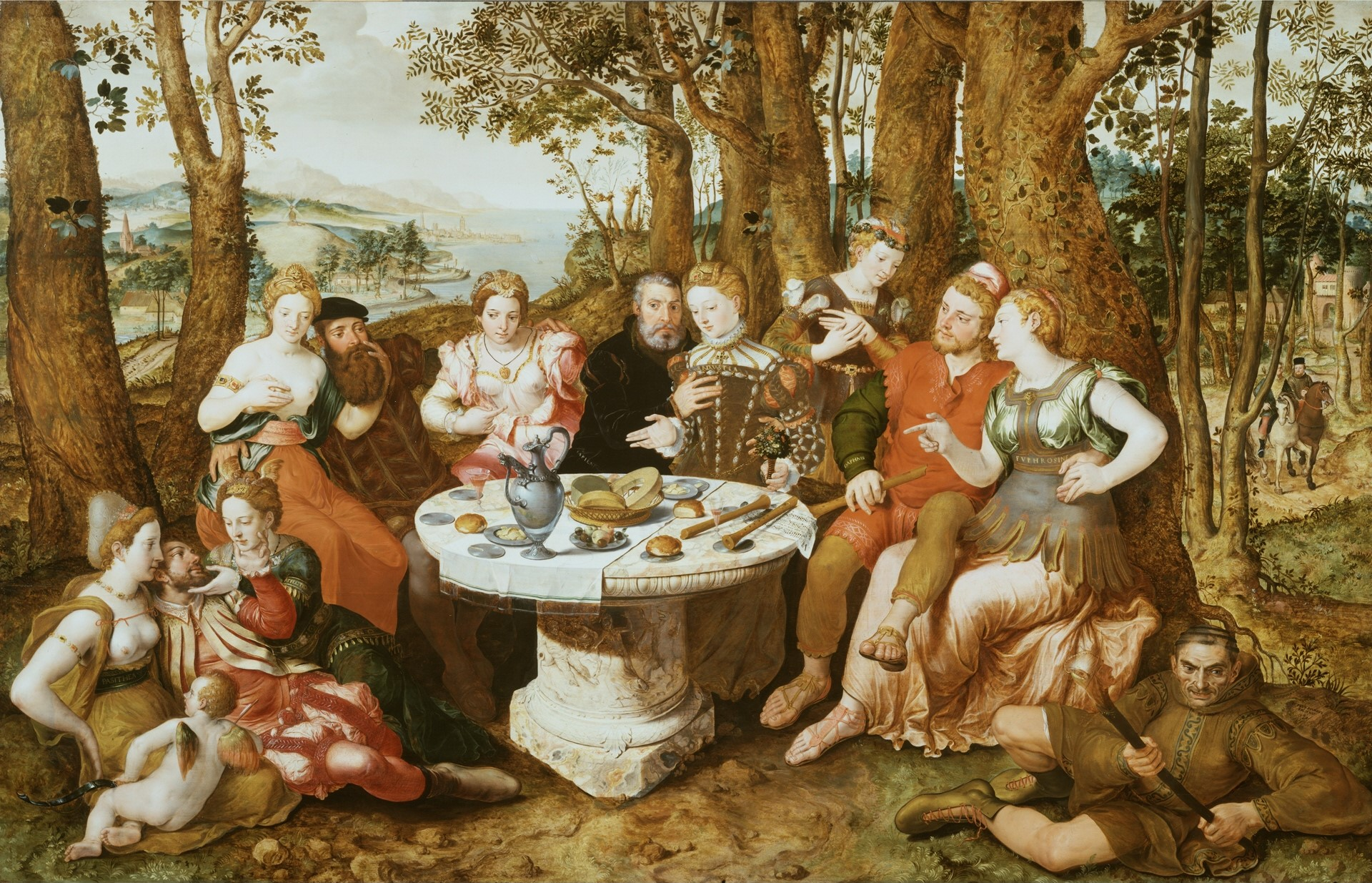
真実の愛の寓意
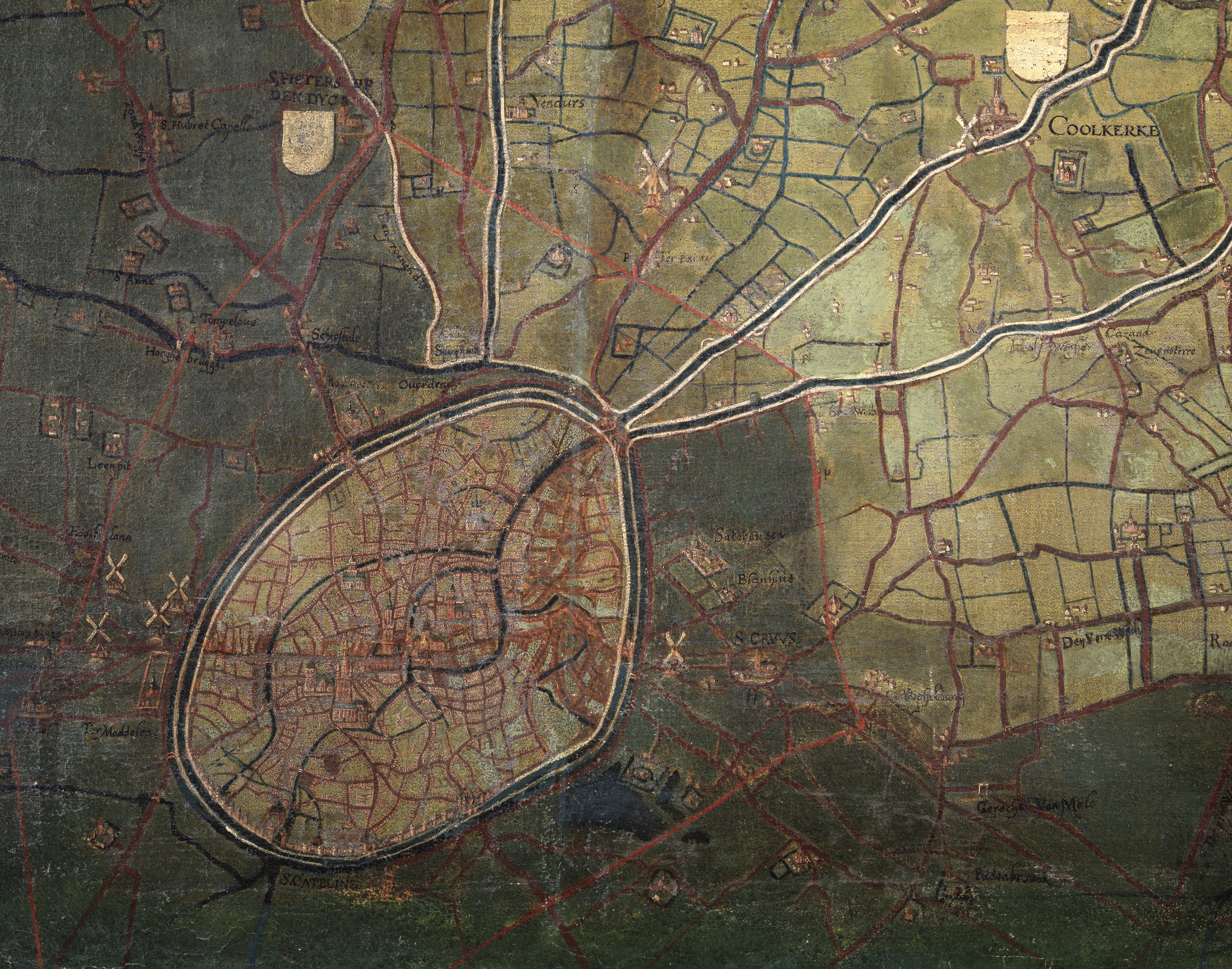
ブリュージュの地図